# Aspidosperma helstonei
Aspidosperma helstonei är en oleanderväxtart som beskrevs av Van Donselaar. Aspidosperma helstonei ingår i släktet Aspidosperma och familjen oleanderväxter. Inga underarter finns listade i Catalogue of Life.